# Ubaldo de Lío
Ubaldo de Lío (Buenos Aires, 11 de marzo de 1929 - ibídem, 24 de abril de 2012) fue un guitarrista y compositor argentino de tango.Su trabajo en dúo con el pianista Horacio Salgán, así como en el Quinteto Real, es considerado uno de los puntos más altos en la historia del tango.

## Biografía
A los 6 años de edad, inició sus estudios de guitarra con Juan Spumer y después con José Canet. A los 9 años (en 1938) ingresó al Conservatorio Nacional, del que egresó cuatro años después (en 1942, a los 13 años) con su título de profesor de guitarra. Un año después (en 1942) ya estaba trabajando profesionalmente, tocando para José María de Hoyos y con la Tropilla de Huachi Pampa, y trabajando con el músico mendocino Hilario Cuadros (1902-1956), y con José Luis Padula en radio Prieto (de Buenos Aires).
Entre 1944 y 1946 integró el elenco estable de músicos de radio Belgrano (de Buenos Aires), junto con los guitarristas Vila, Ciacio y Cortese. Con ellos acompañó a los cantores Edmundo Rivero (1911-1986), Alfredo Bermúdez (19) y Alberto Serna.

Acompañé casi a todos los cantantes, Gardel y Magaldi se me escaparon por un pelito. Acompañé a Corsini, Oscar Alonso, Santiago Devin, Nelly Omar ―con quien estuve muchos años―, Azucena Maizani, Mercedes Simone, siempre por radio. Y desde 1947 a 1955, con otros muchachos, estuve con Hugo del Carril, que ese año ’55 sufrió un infarto en Montevideo y nos volvimos.
Ubaldo de Lío

A los 21 años, Ubaldo de Lío creó su primer quinteto para tocar en el Hot Club de Francia:

En 1950 formé un conjunto de jazz. En el piano estaba Lalo Schiffrin de 20 años. Lo traía la madre que me decía: «Cuidemeló, Ubaldo». En violín, Hernán Oliva; en guitarra, Guillermo Barbieri (hermano del actor cómico, Alfredo); un contrabajo, y yo tocando el mandolín. (Era tipo Waldir Acevedo, sonaba lindo). Grabamos en la Víctor y no hubo reediciones, ni las matrices deben haber quedado.
Ubaldo de Lío

En 1953, con este quinteto tocó junto a Eddie Pequenino (1928-2000) en la grabación de discos RCA de canciones brasileñas, donde De Lío tocó el mandolín.
En la boite Jamaica tocaba el pianista Horacio Salgán (1916-2016) con el bandoneonista Ciriaquito Ortiz (1905-1970) y, de madrugada, cuando quedaba poca gente, De Lío se ponía a tocar con Salgán, un poco como juego. Los dueños, que eran muy tangueros, les propusieron hacer un número dentro del espectáculo: ellos dos solos, haciendo tangos instrumentales, sin el cantante Ciriaco Ortiz. Así, en 1957, nació el dúo Salgán-De Lío.

Nunca pensé que con Salgán íbamos a estar juntos tanto tiempo, y se dio solo. No lo buscó ninguno de los dos. Yo pienso que la vida es un ajedrez, están todas las piezas puestas y me tocaron esas a mí. Entre giras, viajes y actuaciones hemos pasado casi más tiempo juntos que con nuestras respectivas familias. [...] Llevamos un ritmo más intenso que un matrimonio, pero aclaro que ni siquiera somos novios. [...] Desde que empecé, no puedo parar. Con Salgán había una época en que trabajábamos todas las noches; incluso había días en que no volvía a dormir a casa. Ni aparecía. [...] Un día me agarré el dedo con el baúl del auto. Sangraba mucho, pero salí a tocar igual. No podía dejar el lugar con el público adentro, ni a mis compañeros. Lo hice por amor a la camiseta: así me manejé siempre. [...] Nunca tuve pretensiones de que me descubrieran. Siempre me dije: algún día se darán cuenta de lo que hice y de lo que fui.
Ubaldo de Lío

Trabajaron allí tres años. En 1959, ambos formaron el Quinteto Real con Enrique Mario Francini en el violín, Pedro Laurenz en bandoneón y Rafael Ferro en contrabajo.
Debutaron en radio El Mundo el 1 de septiembre de 1959.
En octubre debutaron en la confitería Richmond (de la calle Esmeralda), donde permanecieron todo el año 1960 con gran éxito y actuaciones en numerosos locales.
Rafael Ferro trabajó dos años con ellos y grabó en el primer disco. Después se incorporó el contrabajista Kicho Díaz (que grabó el segundo disco).
En 1964, el quinteto viajó a Japón. En la discográfica Columbia de Japón grabaron tres LP.
A la vuelta, Kicho Díaz fue reemplazado por el contrabajista Omar Murtagh.

No sé quienes me influenciaron con el instrumento. Con Roberto Grela éramos muy amigos. No obstante, creo que lo que hago es original. Toqué junto con Grela, acompañamos al cantor Néstor Feria. Y mirá, allá por 1952, yo formaba parte del espectáculo del Tibidabo y me vino a ver Troilo. Necesitaba un guitarrista para El patio de la morocha. Al principio acepté, pero en realidad yo tenía muchos compromisos. ¿Y sabés que hice? Lo llamé a Grela para decirle que se comunicara con Pichuco. Raúl Berón me lo recriminó: «¿Por qué no lo hacés vos, Ubaldo?». No podía, además por esa época Grela tenía poco trabajo. Así nació aquel hermoso cuarteto de Troilo. De todas maneras cuando Troilo arma un nuevo cuarteto allí estoy yo. De todas formas yo seguía con mucho trabajo y hablé con Pichuco para decirle que le iba a mandar a un muchacho que tocaba muy bien, era Aníbal Arias y eso fue muy bueno para los dos.
Ubaldo de Lío

Actuó con Salgán para la grabación de discos Philips y Caval.
Realizó tres giras a Japón con el Quinteto Real.
Ofreció recitales en Colombia, en Puerto Rico y en Washington y Nueva York (Estados Unidos).
En Buenos Aires actuó en Caño 14, El Viejo Almacén, Malena al Sur, Portal de San Pedro (de la ciudad de Buenos Aires), y en todo el interior de la Argentina, y también en el Teatro Solís de Montevideo.
En 1969 interpretó el tango Milonga de Manuel Flores, con música de Aníbal Troilo y letra de Jorge Luis Borges, que se utilizó como banda de sonido de la película argentina Invasión, dirigida por Hugo Santiago con libro de Jorge Luis Borges y Adolfo Bioy Casares, interpretada por Olga Zubarry y Lautaro Murúa.
En 1975 y 1976 fue solista en el estreno del Oratorio Carlos Gardel (escrito por Horacio Salgán y Horacio Ferrer), en el teatro Atlantic (de Mar del Plata), que en 1977 se representó también en Montevideo y en Mendoza.
Intervino en la filmación de las películas Detrás de la mentira y Buenos días, Buenos Aires.
Grabó varios discos con Ciriaco Ortiz.
Integró durante años el conjunto de André y el sexteto de Mariano Mores.
Fue decisiva su participación en la formación del último cuarteto de Aníbal Troilo, con el que, además, grabó su único disco de larga duración con Osvaldo Berlingieri (piano) y Rafael del Bagno (contrabajo).
Compuso los valses El vals y tú, y Las muchachas de la plaza Italia, de la zamba Novia gaucha y de un tango de antología: Aquellos tangos camperos (en colaboración con Salgán).
En 1996 volvió a reunirse con el pianista Horacio Salgán para tocar juntos cada semana durante cinco años en El Club del Vino (Buenos Aires). En 2001 grabó un disco acompañando a su amiga la actriz y cantante Cristina Banegas (1946-).
El 25 de mayo de 2010 ―en el marco de los festejos por el bicentenario de la nación―, tras años de retiro, Ubaldo de Lío volvió a encontrarse en un escenario con Horacio Salgán, ante más de un millón de personas reunidas en la avenida Nueve de Julio (y varios millones de telespectadores en directo).

[El pianista] César Salgán presentó no solo a su padre Horacio ―el protagonista del gran regreso de la noche― sino también a Ubaldo de Lío, el fundador del Quinteto Real y compañero de Salgán en un dúo tanguero histórico durante 45 años. En la contundencia de «Shusheta», de Cobián y Cadícamo, y de «La llamo silbando», de autoría de Salgán, quedó sellado el regreso que entrará en la historia del género.
Karina Micheletto (periodista).

## Vida privada
Ubaldo de Lío estuvo casado toda la vida con Amelia Daneri, con quien tuvo dos hijos, Gabriel y Valeria de Lío.
En sus últimos años su esposa tuvo algún tipo de parálisis.

## Discografía
- 1961: Buenos Aires at 3 AM, junto a Horacio Salgán; Verve
- 1967: Tanguero, junto a Horacio Salgán; Philips
- 1971: Tango, junto a Horacio Salgán; Philips
- 1976: Concierto en vivo en el Buenos Aires Sheraton Hotel, junto a Horacio Salgán; Cabal Producciones Fonográficas
- 1984: Cuarteto 2 × 4, junto a Ernesto Baffa; CBS
- 1988: Trottoirs de Buenos Aires: Tango, junto a Horacio Salgán; Lord Disc
- 1991: Tangos ’91, junto a Horacio Salgán; Milan Sur
- 1999: Grabaciones inéditas 1965, junto a Ciriaco Ortiz; Discos Melopea
- 2000: En vivo en el Club del Vino, junto a Horacio Salgán; Warner Music.
- 2001: Tangos, junto a Cristina Banegas; MDR
- 2003: Dos al corazón, junto a Ernesto Baffa; Distribuidora Belgrano Norte
- 2008: Último concierto, junto a Horacio Salgán; Discos Melopea